# انتخابات الرئاسة المالية 2013
انتخابات الرئاسة المالية 2013 هي الانتخابات الرئاسية التي جرت في 2013، في مالي، فاز بالانتخابات إبراهيم أبو بكر كيتا.